# جان مدن (مربی فوتبال)
جان ارل مدن (به انگلیسی: John Madden) (زاده ۱۰ آوریل ۱۹۳۶ – درگذشته ۲۸ دسامبر ۲۰۲۱) مربی حرفه‌ای فوتبال آمریکایی و گزارشگر ورزشی در لیگ ملی فوتبال بود. او از سال ۱۹۶۹ تا ۱۹۷۸ به عنوان سرمربی تیم اوکلند رایدرز خدمت کرد و آنها را به 8 بازی پلی‌آف، هفت عنوان بخش، هفت بازی قهرمانی AFL/AFC و اولین عنوان سوپر بول این مجموعه در یوزر بول یازدهم رساند. مدن که هرگز فصل بازنده‌ای نداشته است، بالاترین درصد برد را در بین سرمربیان فوتبال دارد که حداقل ۱۰۰ بازی را مربیگری کرده است. تا پایان فصل ۲۰۲۴، مدن با ۱۰۳ برد، بیشترین برد را به عنوان سرمربی در تاریخ رایدرز داشته است. مدن توسط بسیاری به عنوان یکی از بهترین مربیان تمام دوران شناخته می‌شود.
مدن پس از بازنشستگی از مربیگری، از سال ۱۹۷۹ تا ۲۰۰۹ گزارشگر فوتبال برای پخش تلویزیونی بود و برنده ۱۶ جایزه ورزشی امی شد. مدن در هر چهار شبکه تلویزیونی اصلی آمریکا ظاهر شد و برای بازی‌های پخش شده توسط CBS, Fox, ABC و NBC تفسیر ارائه کرد. او همچنین نام، تخصص و تفسیر خود را به سری بازی‌های ویدیویی مدن فوتبال، که پرفروش‌ترین فرنچایز بازی‌های ویدیویی فوتبال آمریکایی شد، قرض داد. مدن در سال ۲۰۰۶ به تالار مشاهیر فوتبال حرفه ای راه یافت.

## زندگی شخصی
مدن با همسرش، ویرجینیا فیلدز، در یک بار در ساحل پیسمو، کالیفرنیا ملاقات کرد. آنها در ۲۶ دسامبر ۱۹۵۹ در سانتا ماریا، کالیفرنیا ازدواج کردند. پس از آن، آنها در پلسانتون، کالیفرنیا زندگی کردند و صاحب دو پسر به نام‌های جوزف و مایکل شدند. جو برای خرس قهوه ای فوتبال بازی می‌کرد. مایک در دانشگاه هاروارد تحصیل کرد، جایی که او به عنوان گیرنده در تیم فوتبال شروع کرد. یک نوه، جسی، در اوایل دهه ۲۰۲۰ برای میشیگان ولورینز فوتبال بازی کرد و در سال ۲۰۲۵ به عنوان مربی کنترل کیفیت برای فرماندهان واشینگتن استخدام شد.

## بشر دوستی
در ژوئن ۲۰۱۶، مسابقات بوسه مدن، که با میزبانی مشترک با استیو ماریوچی برگزار شد، ۵ میلیون دلار برای المپیک ویژه کالیفرنیای شمالی، بنیاد تحقیقات دیابت نوجوانان، و بنیاد جوانان دیابت جمع‌آوری کرد. در سال ۲۰۲۱، مدن شروع به تأمین مالی شش بورسیه تحصیلی برای دانش‌آموزان دبیرستان‌های مختلف خلیج شرقی کرد.
در اکتبر ۲۰۲۲، کال پلی و خانواده مدن اعلام کردند که مدن سهم عمده‌ای را به یک مرکز فوتبال ۳۰ میلیون دلاری در پردیس کال پلی اهدا کرده است. این مرکز، که قرار است مرکز فوتبال جان مدن نامیده شود، کمدهای کاملاً جدید، امکانات قدرت و تهویه، مرکز تغذیه، دفاتر، اتاق‌های تمرین و سالن نمایش فیلم برای مربیان، بازیکنان و مربیان تیم را فراهم می‌کند. این مرکز ۳۰٫۰۰۰ فوت مربع وسعت دارد و پیش‌بینی می‌شود در سال ۲۰۲۹ افتتاح شود و ورودی آن در مجاورت بنای یادبود دانشگاه برای قربانیان سانحه هوایی در سال ۱۹۶۰، که بسیاری از آنها دوستان مدن بودند، افتتاح شود.

## درگذشت
مدن در خانه خود در پلسانتون، کالیفرنیا، در ۲۸ دسامبر ۲۰۲۱، در سن ۸۵ سالگی درگذشت. علت مرگ نامعلوم بود.

## اقتباس سینمایی
فیلمی به نام او (جان مدن) با بازی نیکلاس کیج ساخته شده است.